# Semnul de ajutor
1. Palma către cameră și degetul mare în ea
2. Restul degetelor înconjoară degetul mare

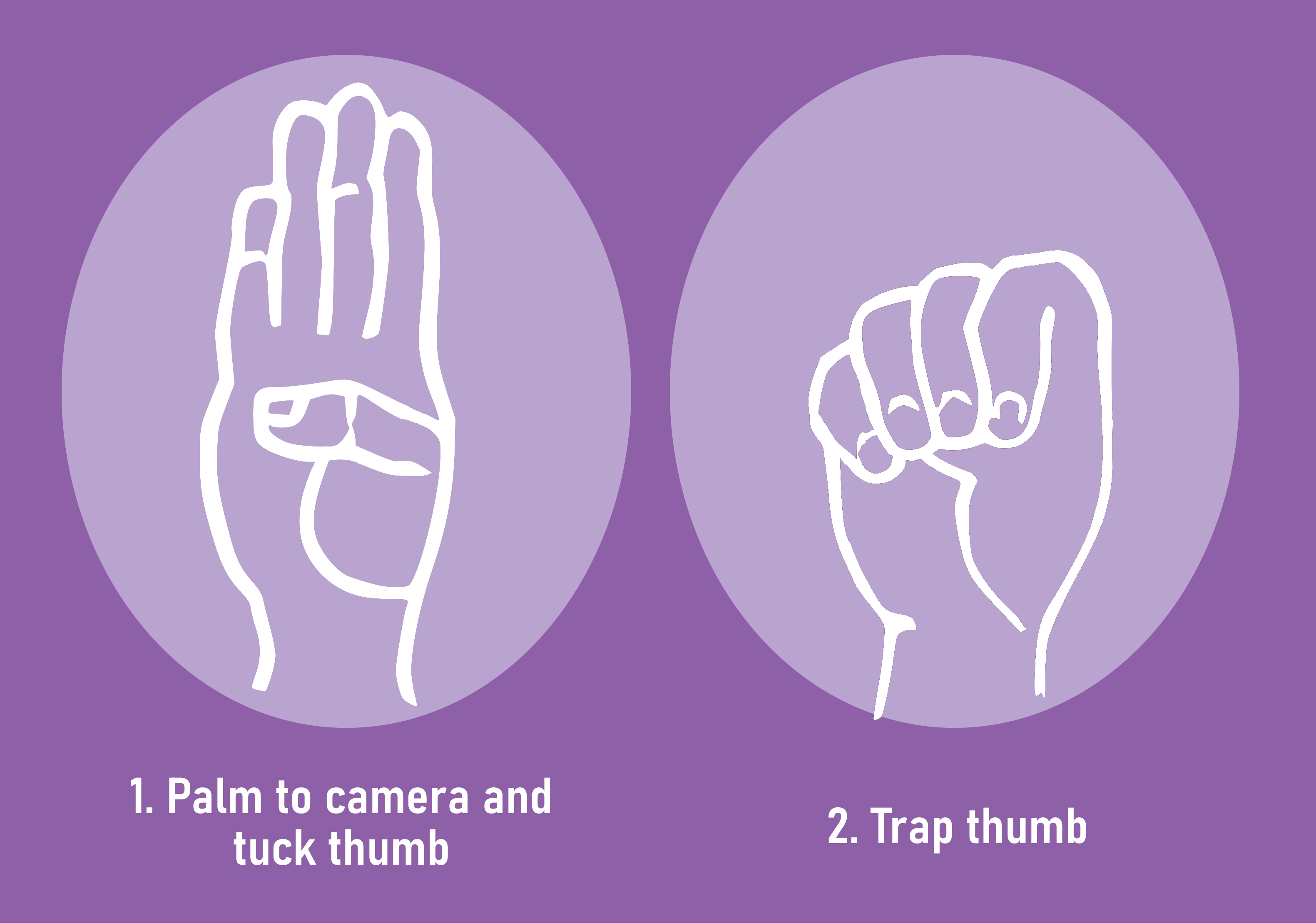
Semnalul pentru ajutor:

Semnul de ajutor (sau Semnalul de ajutor pentru violență la domiciliu ) este un gest cu o singură mână care poate fi folosit într-un apel video sau în persoană de către cineva pentru a-i alerta pe ceilalți că se simt amenințați și au nevoie de ajutor.  Inițial, semnalul a fost creat ca un instrument de combatere a creșterii cazurilor de violență domestică legate de măsurile de autoizolare generate de pandemia de COVID-19 . 
Semnul este realizat prin ținerea unei mâini în sus cu degetul mare înfipt în palmă, apoi plierea celorlalte patru degete în jos, prinzând simbolic degetul mare cu restul degetelor.  A fost conceput în mod intenționat ca o singură mișcare continuă a mâinii mai degrabă decât un semn ținut într-o singură poziție pentru fi mai ușor observat.
Semnul de ajutor a fost creat de Canadian Women's Foundation și introdus pe 14 aprilie 2020.  S-a răspândit curând la nivel internațional, după ce Rețeaua de finanțare a femeilor (WFN) l-a adoptat. A fost larg promovat de organizațiile de știri locale,  naționale  și internaționale   pentru a ajuta la găsirea unei soluții moderne la problema creșterii cazurilor de violență domestică.
Campania sugerează că, dacă cineva vede o persoană folosind semnalul la un apel video ar trebui să contacteze folosind o altă formă de contact (cum ar fi un mesaj text sau e-mail), pentru a pune întrebări da sau nu la care sunt mai ușor de răspuns și să contacteze serviciile de urgență numai dacă semnalatorul le cere în mod explicit.  